# そっとさよなら
「そっとさよなら」は、落合恵子の小説作品。1977年8月10日（初版）に集英社より出版（のちに文庫化）。1979年にはよみうりテレビの制作により連続ドラマ化された。

## 概要
妻子ある男性を愛した一人の女教師が、周りの反対や非難の中で既成の価値観を否定し、未婚の母になる決意をして、次第に女として目覚め、自分なりの幸せを求めて生きようとする姿を描く。

## 内容
柚木律子は大学入学前まで長野市で、昭和35年（1960年）8月に協議離婚した元小学校教諭の母・正江と二人暮らしだったが、大学入学後は上京し、大学卒業後は引き続き東京で、世田谷区立曙小学校の4年2組の担任をしている。雑誌の編集者の園部慎一は律子の学生時代からのボーイフレンドで、律子に恋を寄せているがなかなか切り出せないでいる。そんなある日、慎一と千鶴子に誘われて行った飲みの席で、宇宙工学の世界的権威である大学教授の瓜生竜彦と運命的な出会いをする。瓜生が妻子があるにもかかわらず、律子は愛してしまう。やがてそのようなことがルポライターにより週刊誌にすっぱ抜かれ、律子と瓜生は窮地に陥る…。

## テレビドラマ
テレビドラマは、1979年4月12日から同年8月16日までよみうりテレビ（制作）・日本テレビ系列の毎週木曜日21:00〜21:54の枠で放送された。全19回。
テレビドラマの設定では原作と異なる所があり、ヒロイン・律子の出身地は原作の長野から和歌山県太地町に、勤務している小学校も「光陽第一小学校」に変わっている。
しかし視聴率は平均8％台（ビデオリサーチ、関東地方）と低迷し、全25回を予定していたものが19回で打ち切られた。これに本作の演出兼企画制作室長（当時）の荻野慶人は「（裏番組の）ザ・ベストテン（TBS）は強かった」と認めた一方で「ヒロインの出産までドラマを続けたかったが残念だ」と話している。

### キャスト
- 柚木律子：竹下景子
- 柚木良平（律子の兄）：荻島真一
- 柚木正江（律子の母）：乙羽信子
- 園部慎一：高岡健二
- 瓜生竜彦：木村功
- 瓜生悦子（妻）：三ツ矢歌子
- 浜田光夫
- 小島三児
- 山崎千鶴子：片平なぎさ
- 岡田弥生：田坂都
- 真砂子（良平の恋人）：小林かおり
- 川瀬しのぶ（未婚の母）：由紀さおり
- 川瀬まゆみ（律子の教え子）：井沢明子
- 船山[注釈 1]（まゆみの父）：西沢利明
- 今井ハルミ（律子の教え子）：高梨誠子
- ハルミの母：佐々木梨里
- 白木（ルポライター）：守屋俊志
- 草加文夫：柳沢真一
千鶴子が思いを寄せる、千鶴子の上司。
- 律子の学校の教頭：小松方正
- 大河内修造（律子の学校の校長）：大村崑
- 本条（悦子の父）：山村聰
- 律子の父・太一郎：垂水悟郎

### スタッフ
- 脚本：石松愛弘
- 演出：荻野慶人
- 原作：落合恵子
- 主題歌：シュガー・ランド「そっとさよなら」
- 製作：よみうりテレビ、三船プロダクション

| よみうりテレビ制作・日本テレビ系列 木曜21時枠 | よみうりテレビ制作・日本テレビ系列 木曜21時枠 | よみうりテレビ制作・日本テレビ系列 木曜21時枠 |
| 前番組                                        | 番組名                                        | 次番組                                        |
| --------------------------------------------- | --------------------------------------------- | --------------------------------------------- |
| 恋人たちの垣根                                | そっとさよなら                                | 特選サスペンス 【つなぎ番組】 ↓ 怒れ兄弟!     |